# Alive & Kicking
Alive & Kicking es el quinto álbum de estudio del grupo estadounidense The Delfonics. Fue publicado a principios de marzo de 1974 por Philly Groove Records.

## Recepción de la crítica
Un escritor no especificado de la revista Cash Box describió Alive & Kicking como “una obra hermosa, ejemplar de la alta calidad artesanal que ha sido la marca registrada del grupo”. Un escritor no especificado de la revista Billboard escribió: “Aunque el sonido es fino y superficial, los excelentes arreglos de fondo brindan un soporte más que sólido. El sonido orquestal es especialmente potente y llamativo”.

## Lista de canciones
Todas las canciones escritas y compuestas por William Hart, excepto donde esta anotado. 
| Lado uno |                          |          |  |
| N.º      | Título                   | Duración |  |
| 1.       | «Lying to Myself»        | 4:02     |  |
| 2.       | «I Told You So»          | 3:10     |  |
| 3.       | «First Thing on My Mind» | 4:29     |  |
| 4.       | «Hey Baby»               | 3:23     |  |
| 5.       | «Think It Over»          | 4:39     |  |

| Lado dos |                                                    |          |  |
| N.º      | Título                                             | Duración |  |
| 1.       | «Pardon Me Girl»                                   | 2:48     |  |
| 2.       | «Seventeen (and in Love)»                          | 4:22     |  |
| 3.       | «I Don't Want to Make You Wait»                    | 3:12     |  |
| 4.       | «Love Is»                                          | 2:18     |  |
| 5.       | «Can't Go on Living» (Norman Harris, Allan Felder) | 3:12     |  |
| 6.       | «Start All Over Again»                             | 4:21     |  |

- Los lados uno y dos fueron combinados como pista 1–11 en la reedición de CD.

| Bonus track (1998 P-Vine Records reissue) |                                          |          |  |
| N.º                                       | Título                                   | Duración |  |
| 12.                                       | «Don't Leave Me» (previously unreleased) | 2:51     |  |

## Créditos y personal
Créditos adaptados desde las notas de álbum de Alive & Kicking.
The Delfonics
- Major Harris – voces
- Wilbert Hart – voces
- William Hart – voces

Músicos adicionales
- Norman Harris – guitarra
- Bobby Eli – guitarra
- Ronald Baker – bajo eléctrico
- Earl Young – batería
- Cotton Kent – teclados
- Larry Washington – conga
- Caldwell McMillian – arreglos en todas las canciones excepto «First Thing on My Mind», «Think It Over», «I Don't Want to Make You Wait», «Can't Go on Living» y «Start All Over Again»
- Tony Bell – arreglos en «First Thing on My Mind»
- Vince Montana – arreglos en «Think It Over», «I Don't Want to Make You Wait» y «Start All Over Again»
- Norman Harris – arreglos en «Can't Go on Living»

Personal técnico
- Stan Watson – productor
- Wilbert Hart – productor
- William Hart – productor
- Jay Mark – ingeniero de audio
- Don Murray – ingeniero de audio
- Kaleidoscope – diseño de portada
- Joel Brodsky – fotografía
- Beverly Weinstein – directora artística

## Posicionamiento
| Gráfica (1974)                      | Pico de posición |
| ----------------------------------- | ---------------- |
| Estados Unidos (Billboard Soul LPs) | 34               |